# Philip James Edwin Peebles
Philip James Edwin Peebles (25 d'abril de 1935) (també conegut com a P. James I. Peebles) és un físic canadenc, la labor científica del qual ha estat desenvolupada en la seva major part en el camp de la cosmologia en institucions nord-americanes. Doctorat per la Universitat de Princeton en 1962. Professor de Ciència (emèrit) amb la càtedra Albert Einstein a la Universitat de Princeton, a Nova Jersey (EUA). James Peebles va predir algunes de les més importants propietats de les fluctuacions del fons de radiació de microones ja en la dècada de 1970. Més tard va desenvolupar les bases per a la descripció estadística de l'estructura de l'univers. Durant molt temps ha estat un dels principals defensors de la visió jeràrquica de la formació d'estructures. Actualment segueix treballant a la Universitat de Princeton intentant contestar preguntes com: què és la matèria fosca?, quin és l'origen de les galàxies? o quina és la geometria de l'Univers?.
El 2019, va rebre el Premi Nobel de Física "per les seves descobertes teòriques en cosmologia física" (en paral·lel amb Michel Mayor i Didier Queloz, descobridors del primer exoplaneta orbitant un estel de tipus solar).

## Guardons
- Medalla Eddington de la Reial Societat Astronòmica Britànica (1981)
- Premi Heineman (1982)
- Henry Norris Russell Lectureship (1993)
- Medalla Bruce (1995)
- Medalla d'or de la Reial Societat Astronòmica (1998)
- Premi Shaw en Astronomia (2004)
- Premi Crafoord amb James I. Gunn i Martin Rees (2005)
- Hitchcock Professorship (2006)
- Premi Nobel de Física (2019)